# 弗拉维尼 (马恩省)
弗拉维尼（法語：Flavigny，法語發音：[flaviɲi]）是法国马恩省的一个市镇，属于埃佩尔奈区。

## 地理
弗拉维尼（48°58'31"N, 4°3'32"E）面积7.98 平方千米，位于法国大東部大區马恩省，该省份为法国东北部内陆省份，北起阿登省，西北接埃纳省，西南接塞纳-马恩省，南至奥布省，东南接上马恩省，东临默兹省。
与弗拉维尼接壤的市镇（或旧市镇、城区）包括：普利沃、阿维兹、莱西斯特尔和比里、瓦里、鲁菲、圣马尔莱鲁菲、布朗科托。

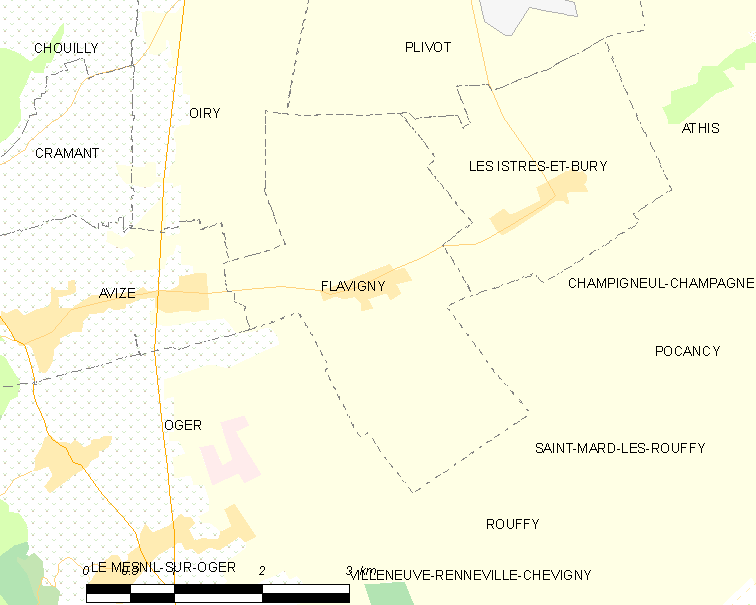
的OSM定位图

弗拉维尼的时区为UTC+01:00、UTC+02:00（夏令时）。

## 行政
弗拉维尼的邮政编码为51190，INSEE市镇编码为51251。

## 政治
弗拉维尼所属的省级选区为埃佩尔奈第二县。

## 人口

1962-2008年间人口变化图示

弗拉维尼于2022年1月1日时的人口数量为177人。